# グリーンリング (原子力潜水艦)
|           |                                    |
| 艦歴      |                                    |
| 発注:     | 1960年6月9日                       |
| 起工:     | 1961年8月15日                      |
| 進水:     | 1964年4月4日                       |
| 就役:     | 1967年11月3日                      |
| 退役:     | 1994年4月18日                      |
| 除籍:     | 1994年4月18日                      |
| その後:   | 原子力艦再利用プログラム           |
| 性能諸元  |                                    |
| 排水量:   | 3,732トン                          |
| 全長:     | 292 ft 3 in (89 m)                 |
| 全幅:     | 31 ft 8 in (9.7 m)                 |
| 吃水:     | 24 ft (7.3 m)                      |
| 機関:     | S5W reactor                        |
| 最大速:   | 30+ ノット (56 km/h)               |
| 乗員:     | 士官、兵員99名                     |
| 兵装:     | 21インチ魚雷発射管4基、 サブロック |
| モットー: |                                    |

グリーンリング (USS Greenling, SSN-614) は、アメリカ海軍の原子力潜水艦。パーミット級原子力潜水艦の12番艦。艦名はカムチャツカからカリフォルニア州の海域にかけて生息するアイナメの総称英名グリーンリングに由来する。その名を持つ艦としてはガトー級潜水艦2番艦(SS-213)以来2隻目。

## 艦歴
グリーンリングの建造は1960年6月9日にコネチカット州グロトンのジェネラル・ダイナミクス、エレクトリック・ボート社に発注され、1961年8月15日に起工した。
1963年4月10日にスレッシャー (USS Thresher, SSN-593) が配管システムの事故により沈没した。建造の途中にあったグリーンリングは「改良型スレッシャー級」3隻の内の1隻として選択された。1964年4月4日にH・C・ブリュートン夫人により命名、進水したグリーンリングは、SUBSAFE 改正のため4月29日にマサチューセッツ州クインシーに曳航された。修正では船体長が13フィート9インチ延長され、浮力の増加、追加設備のための空間確保などが行われた。グリーンリングが完成する前に、本級はパーミット級と改称された。グリーンリングは1967年11月3日に艦長ガイ・H・B・シェーファー中佐の指揮下就役した。
1968年5月27日、グリーンリングの艦隊訓練演習は遭難したスコーピオン (USS Scorpion, SSN-589) の捜索救助活動のため中断された。捜索部隊は3隻の原子力潜水艦と4隻の通常動力潜水艦から成り、1968年6月12日まで捜索は続けられた。
グリーンリングは1994年4月18日に退役し、同日除籍された。その後ワシントン州ブレマートンで原子力艦再利用プログラムの下に解体が始まり、1994年9月30日に作業は完了した。グリーンリングの発令所の装備品はワシントン州キーポートにある海軍海中博物館で潜水艦の発令所シミュレーターとして展示されている。